# Ceratopsyche slossonae
Ceratopsyche slossonae är en nattsländeart som först beskrevs av Banks 1905.  Ceratopsyche slossonae ingår i släktet Ceratopsyche och familjen ryssjenattsländor. Inga underarter finns listade i Catalogue of Life.